# Santuario di San Romedio
Il santuario di San Romedio è un santuario dedicato alla figura dell'eremita San Romedio, situato su uno sperone di roccia nella Val di Non, nei pressi di Sanzeno, ma nel territorio comunale di Predaia.
Il santuario è costituito da cinque chiese costruite nell'arco di circa novecento anni fra il 1000 e il 1918. Le cinque chiese sono state costruite a ridosso di una parete di roccia e sono unite tra loro da una scalinata di 130 gradini. Esso è visitato annualmente da circa 200 000 pellegrini, ed è custodito dai Frati Minori Conventuali la cui comunità è situata presso la Basilica dei Santi Martiri a Sanzeno.

## Storia

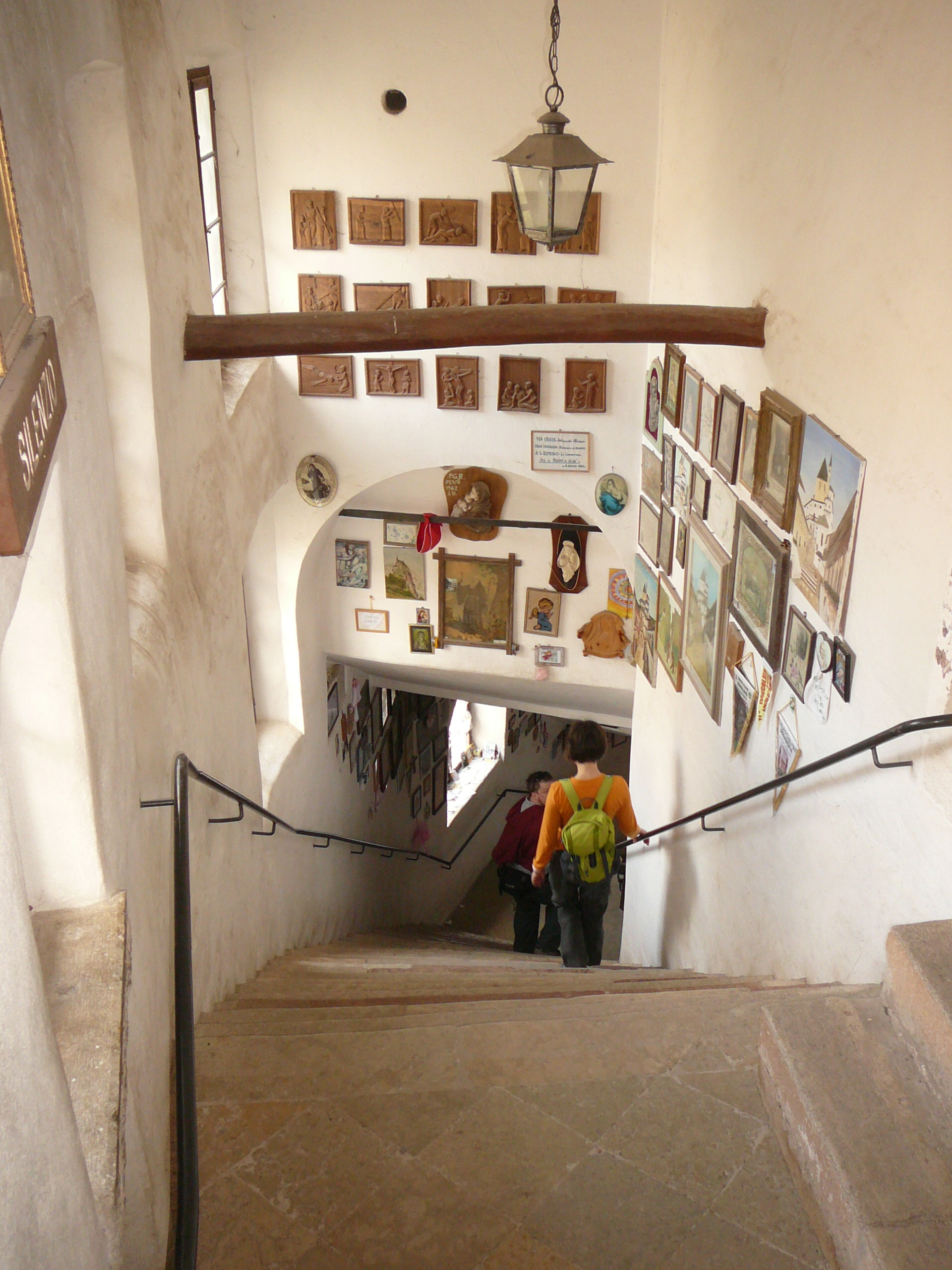
Vista dei 130 scalini all'interno del santuario

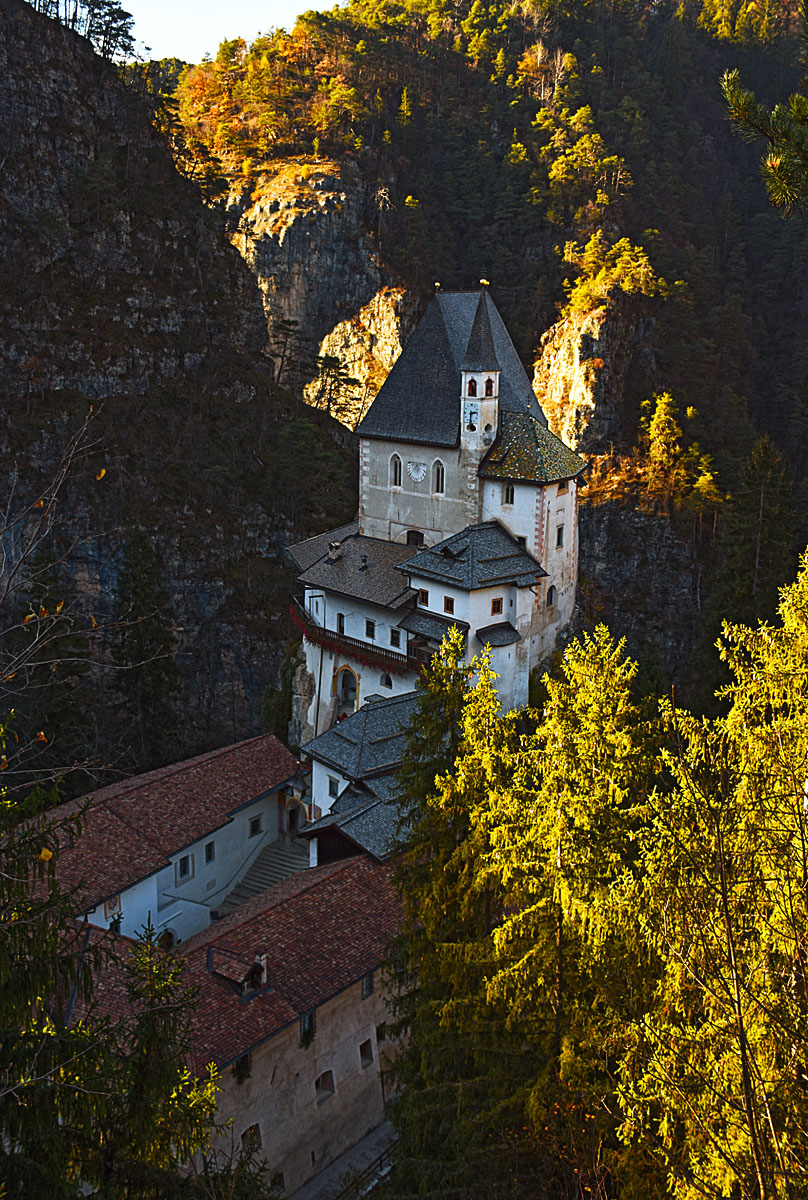
Vista del San Romedio

Romedio visse tra il IV e il V secolo, erede di una ricca famiglia bavarese, signore di un castello nei pressi di Innsbruck e proprietario di saline nella valle dell'Inn; dopo un pellegrinaggio a Roma, donò tutti i suoi beni alla chiesa, ritirandosi in eremitaggio nella Val di Non in alcune grotte esistenti ancora oggi nei pressi del santuario. Lo seguirono due compagni, Abramo e Davide. Si narra che un giorno, dovendo recarsi a Trento per salutare Vigilio, allora vescovo della città, chiese a Davide di sellargli il cavallo: il discepolo tornò con la notizia che un orso aveva sbranato il cavallo. Romedio non si scompose e gli ordinò di sellare l'orso, il quale docilmente si lasciò mettere la sella, conducendo poi Romedio fino a Trento. Quest'episodio è ricordato da una statua lignea posta accanto ad un arco trionfale all'ingresso del Santuario.
Per oltre cinquecento anni la roccia che ospitava il santuario antico rimase nuda, con una scalinata scoperta e qualche edicola ora scomparsa. In basso si trovavano le stalle, i rifugi per i pellegrini e l'abitazione del custode.
La chiesa originaria intitolata a san Romedio sorse attorno al 1000 sulla tomba del Santo, con le pietre portate fin lassù dagli antichi pellegrini. Il culto a san Romedio venne riconosciuto ufficialmente dalla Chiesa nel 1300 e la devozione al Santo si incrementò molto nel XV secolo, quando il santuario venne affollato da molti pellegrini che portavano ex voto.
Nel 1489 fu iniziata la costruzione della seconda chiesa dedicata a san Giorgio. Poi nel 1514 fu costruita la chiesa di san Michele e nel 1536 la chiesa maggiore di san Romedio. Della stessa epoca (XVI secolo) è anche il campanile, sempre in stile gotico-clesiano. Per ultima fu eretta nel 1918 la chiesa dell'Addolorata, in segno di ringraziamento alla Vergine per la quiete ritrovata dopo la tragedia della prima guerra mondiale.
Nel 1700 il santuario si vestì a festa, accompagnando il visitatore pellegrino fino alla soglia della tomba del santo eremita Romedio. Vengono ricostruiti ex novo gli edifici al piano terra adibiti all'accoglienza dei pellegrini, alle stalle ed ai fienili. Le chiese vengono abbracciate con la costruzione dell'"appartamento dei Conti" e del ballatoio (1725), della sacrestia e della biblioteca in alto. La seconda parte della scalinata viene coperta e poi animata con le edicole dei misteri della passione di Cristo. Sopra la cappella di san Giorgio si innalzano due stanze di abitazione; infine viene eretto l'arco d'ingresso al luogo sacro (1770).

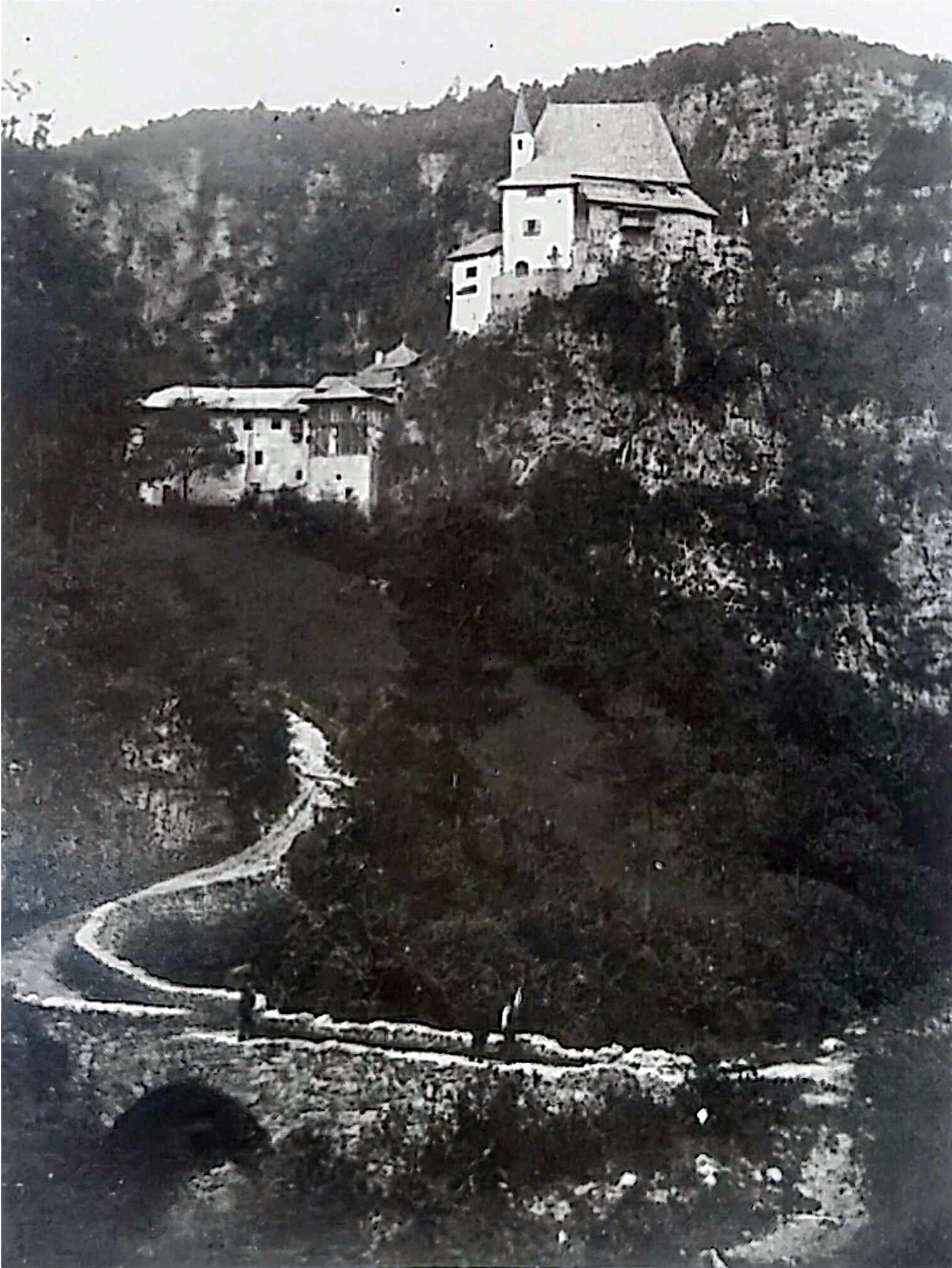
Giovanni Battista Unterveger, Veduta del santuario di San Romedio dal fondovalle, ante 1881

Nel corso del XX secolo si sono aggiunti, oltre alla cappella dell'Addolorata, il parcheggio con l'edicola di san Romedio (1907) ed il recinto per gli orsi (1990).
All'interno del Santuario sono custoditi molti artistici ex voto del XV, XVI e XVII secolo. Nella prima chiesa di san Romedio si trovano affreschi raffiguranti la Madonna con Bambino, l'Ultima Cena e una serie di angeli e santi. Nella chiesa di san Giorgio gli affreschi delle volte raffigurano i Dottori della Chiesa e i simboli dei quattro Evangelisti. Nella chiesa di san Michele, sopra l'altare, una pala del XVI secolo raffigura l'Arcangelo Michele che ricaccia Lucifero all'Inferno. Nella chiesa maggiore di san Romedio la pala dell'altare raffigura l'antico eremita con l'orso al guinzaglio, mentre gli affreschi delle pareti raffigurano i dodici apostoli, l'Annunciazione e l'Assunzione della Madonna.
Nel luglio del 1809 il patriota tirolese Andreas Hofer, cattolico molto devoto, si recò in pellegrinaggio a San Romedio per invocare la protezione del santo prima di iniziare la sollevazione popolare contro l'invasione dei francesi e bavaresi. Questo avvenimento è ricordato da una targa all'ingresso del santuario e ogni anno gli Schützen di tutto il Tirolo si ritrovano al santuario per una celebrazione e una messa.
Il 1º agosto 1969 Renato Curcio e Margherita Cagol, futuri fondatori delle Brigate Rosse, si sposarono al santuario di san Romedio.
La festività di san Romedio martire si celebra il 15 gennaio.
Durante l'estate nel Santuario si svolgono una serie di manifestazioni culturali e musicali nell'ambito dell'"Estate Romediana”.

## Le 5 chiese

### Chiesa antica e sacello
Un portale romanico e una Madonna con bimbo benedicente (XII secolo) portano sul culmine della rupe dove riposano i resti mortali di san Romedio esposti nel sacello dal 1120.

### Chiesa di San Romedio
Costruita nel 1536 dai conti Thun davanti all'antica chiesa, accoglie i pellegrini presso il cuore del santuario. Custodisce la tela della Deposizione di scuola veronese (1695), e quella di San Romedio eremita di Giovanni Battista Chiocchetti (1905).

### Chiesa di San Michele
Tipica cappella di conti e baroni, in stile gotico-clesiano con volta a botte. Costruita nel 1513 dai conti Thun e dipinta da Adriano Mair nel 1584, custodisce un altare barocco del 1713.

### Cappella dell'Addolorata
Benedetta il 1º ottobre 1923, nasce come ex voto dei reduci della prima guerra mondiale.

## L'orso
Negli anni Cinquanta, su iniziativa di Padre Marino Donini, francescano del convento di Rovereto, viene realizzato un recinto adiacente al santuario dove trovano ospitalità orsi che non possono più vivere allo stato brado. L'area è ben attrezzata: ampia e provvista di tana, ripari, ombreggiata dagli abeti e attraversata da un ruscello ricco d'acqua sorgiva.
Il primo esemplare che raggiunge San Romedio è siberiano, di cinque anni. L'orso era stato impiegato in un circo, la sua attrattiva più famosa è quella di pedalare in sella a una bicicletta se non che, nel 1958, il circo decide di abbatterlo perché divenuto cieco da un occhio. Gian Giacomo Gallarati Scotti, non appena è venuto a conoscenza dell'accaduto informa i padri custodi del Santuario e, ottenuto il permesso, attraverso l'Ordine di San Romedio del quale è priore per la sezione italiana, si prodiga per organizzare il trasferimento dell'orso. Scoperto che non ha neppure un nome, i soci del sodalizio decidono di dargli quello di Charlie in onore di Charly Gaul, il ciclista lussemburghese vincitore dell'edizione del Tour de France di quell'anno.
Dopo Charlie, l'ospitalità continua; il suo successore arriva nel 1966 e anche lui verrà chiamato Charlie. Poi fu la volta di Chicco e Chicca quindi di Jurka. Dal 2013, invece, ad abitare il recinto c'è Bruno, un orso dei Carpazi di 300 chili con una triste storia alle spalle, simile a quella del primo Charlie, che però è decisamente cambiata una volta arrivato a Sanzeno.

## Come raggiungere il santuario

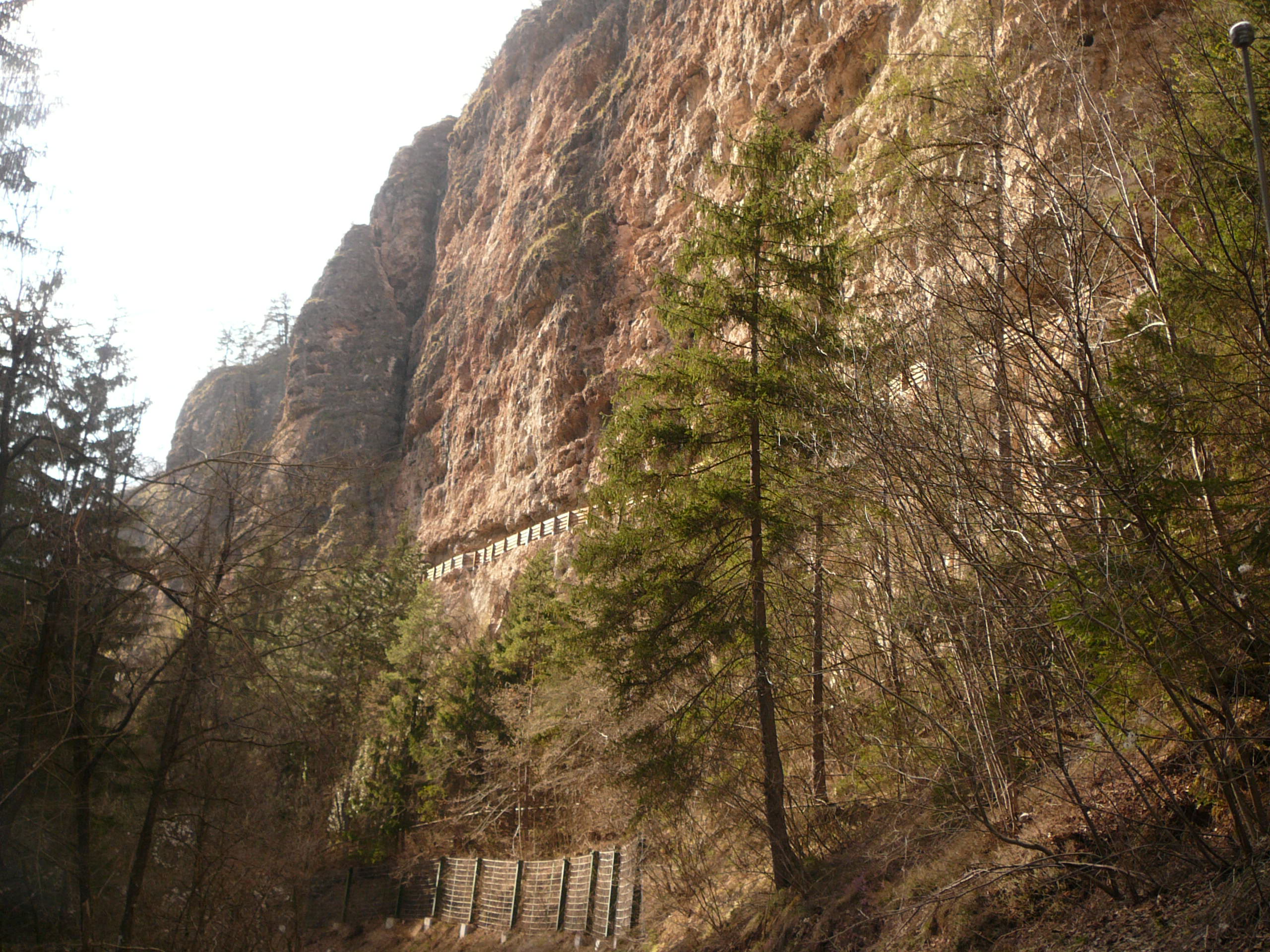
Una vista dell'ardito (ma per famiglie) sentiero per il santuario.

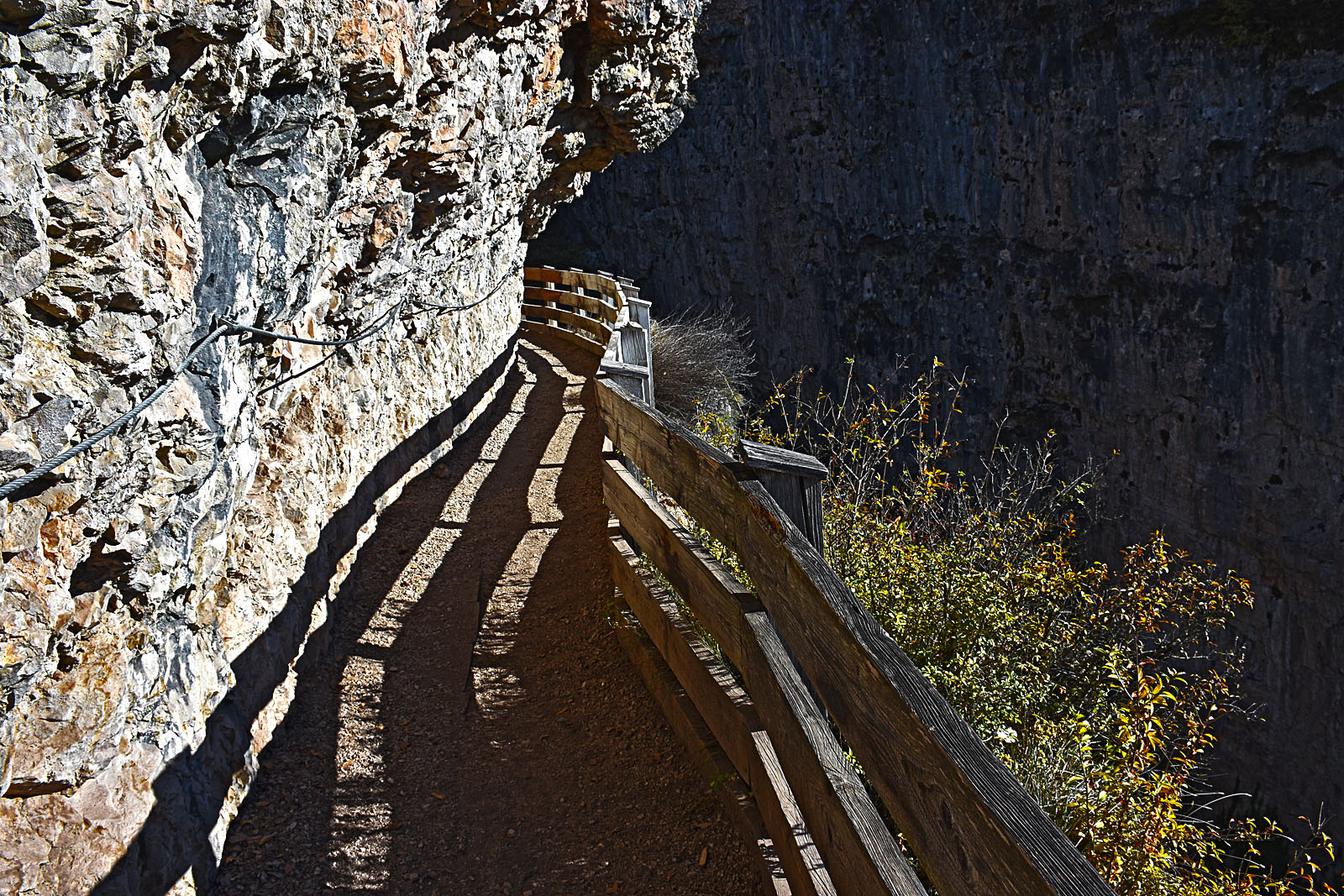
Sentiero delle forre di San Romedio

In autoDall'abitato di Sanzeno parte una stretta via asfaltata che percorre per 1 km circa un canyon fino ad arrivare al parcheggio nei pressi del santuario.
A piediPartendo dal parcheggio del Museo Retico a Sanzeno si può percorrere il sentiero delle forre di San Romedio, ricavato da un ex-acquedotto realizzato nella metà del 1800 per scopi irrigui, trasformato in sentiero a picco sul canyon che termina nei pressi del santuario.

## Galleria d'immagini

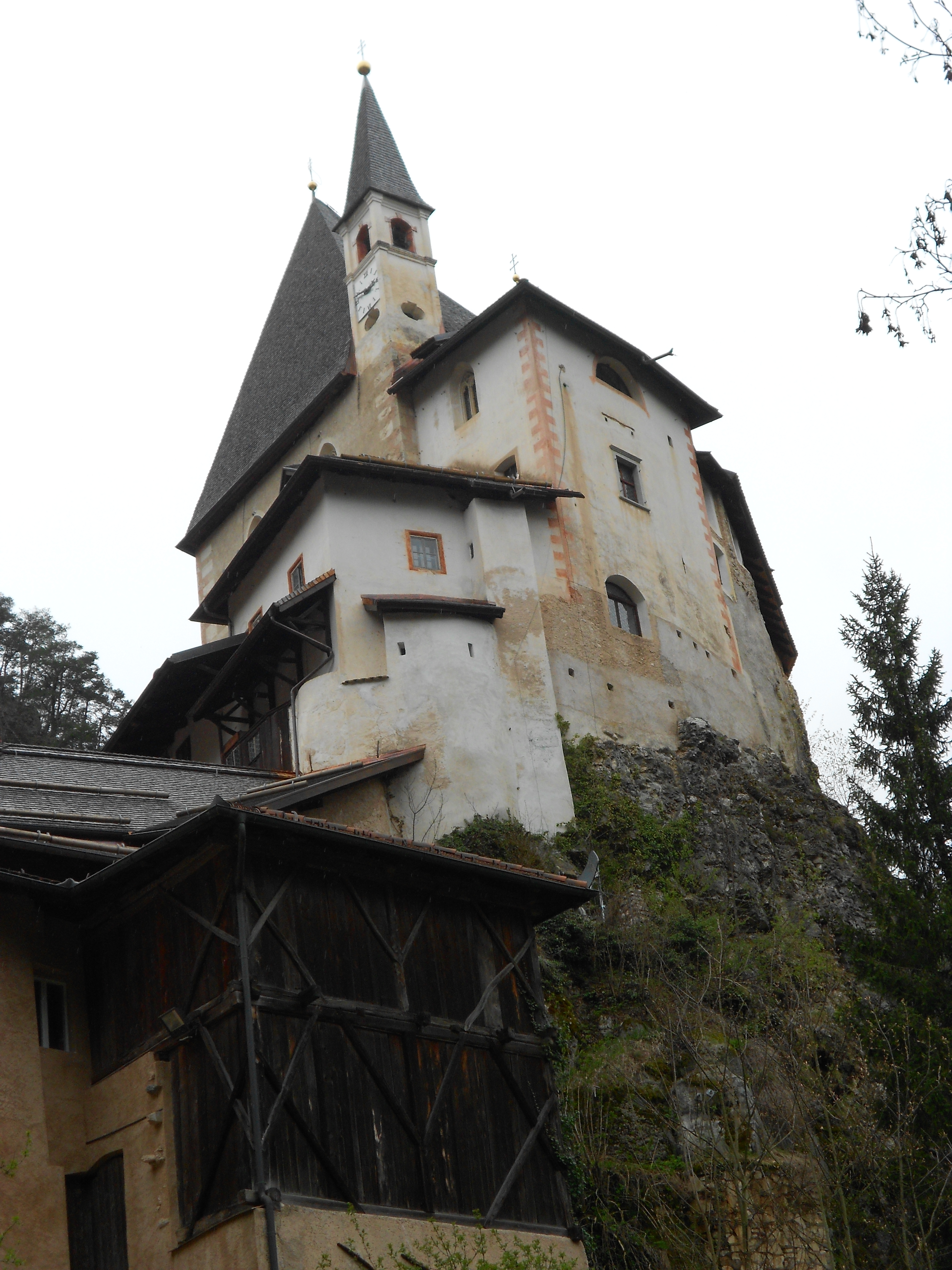
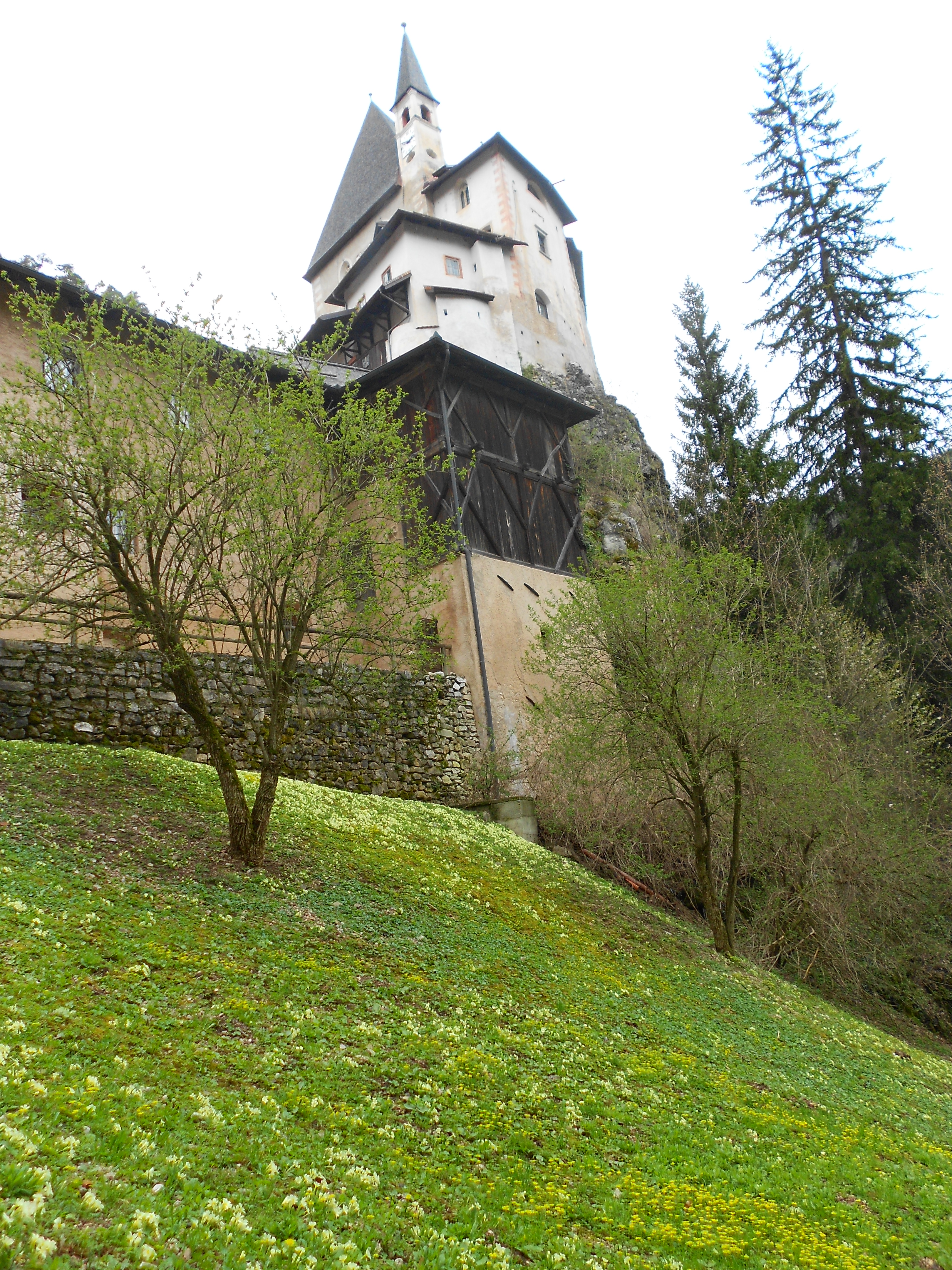
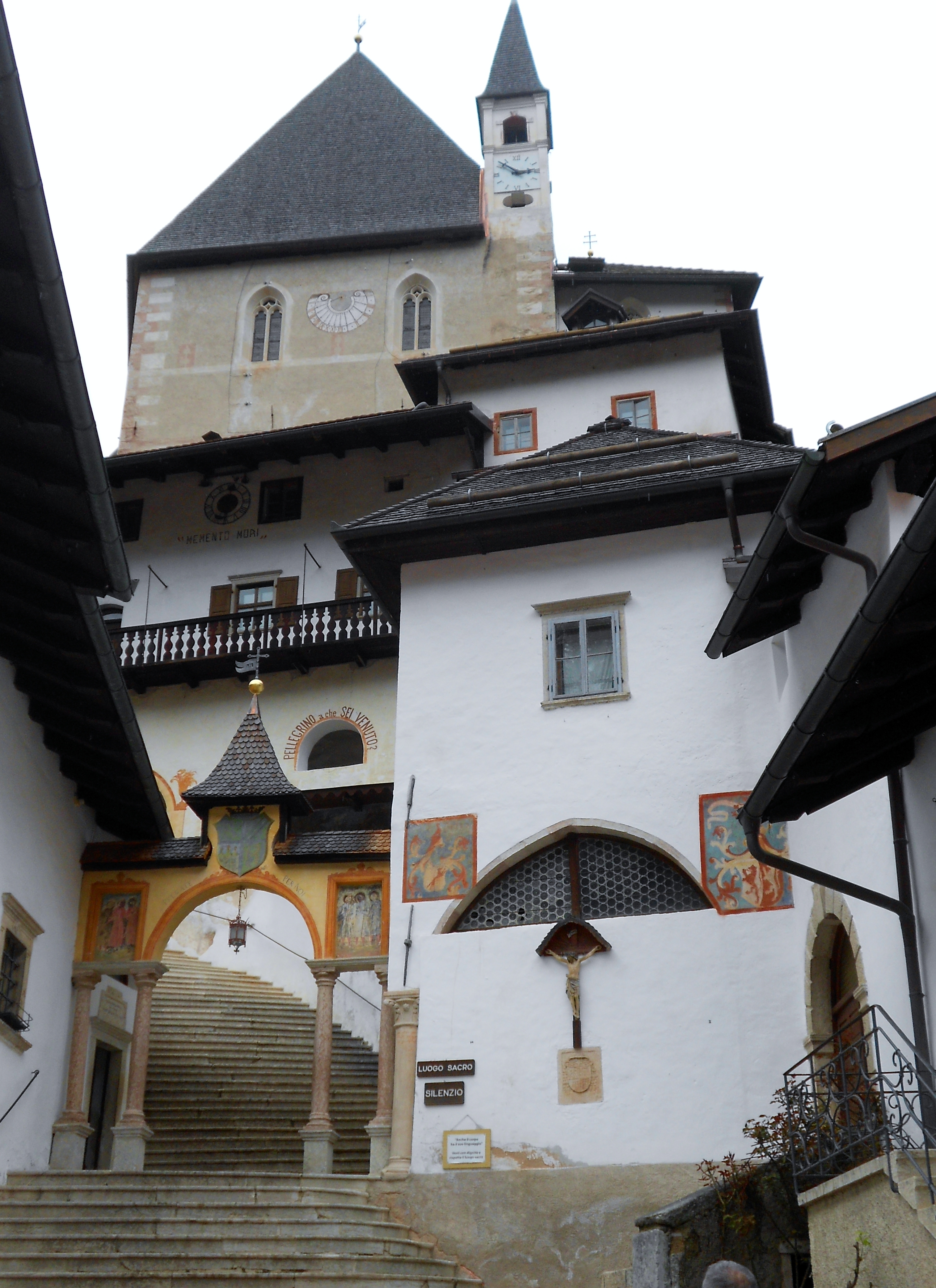
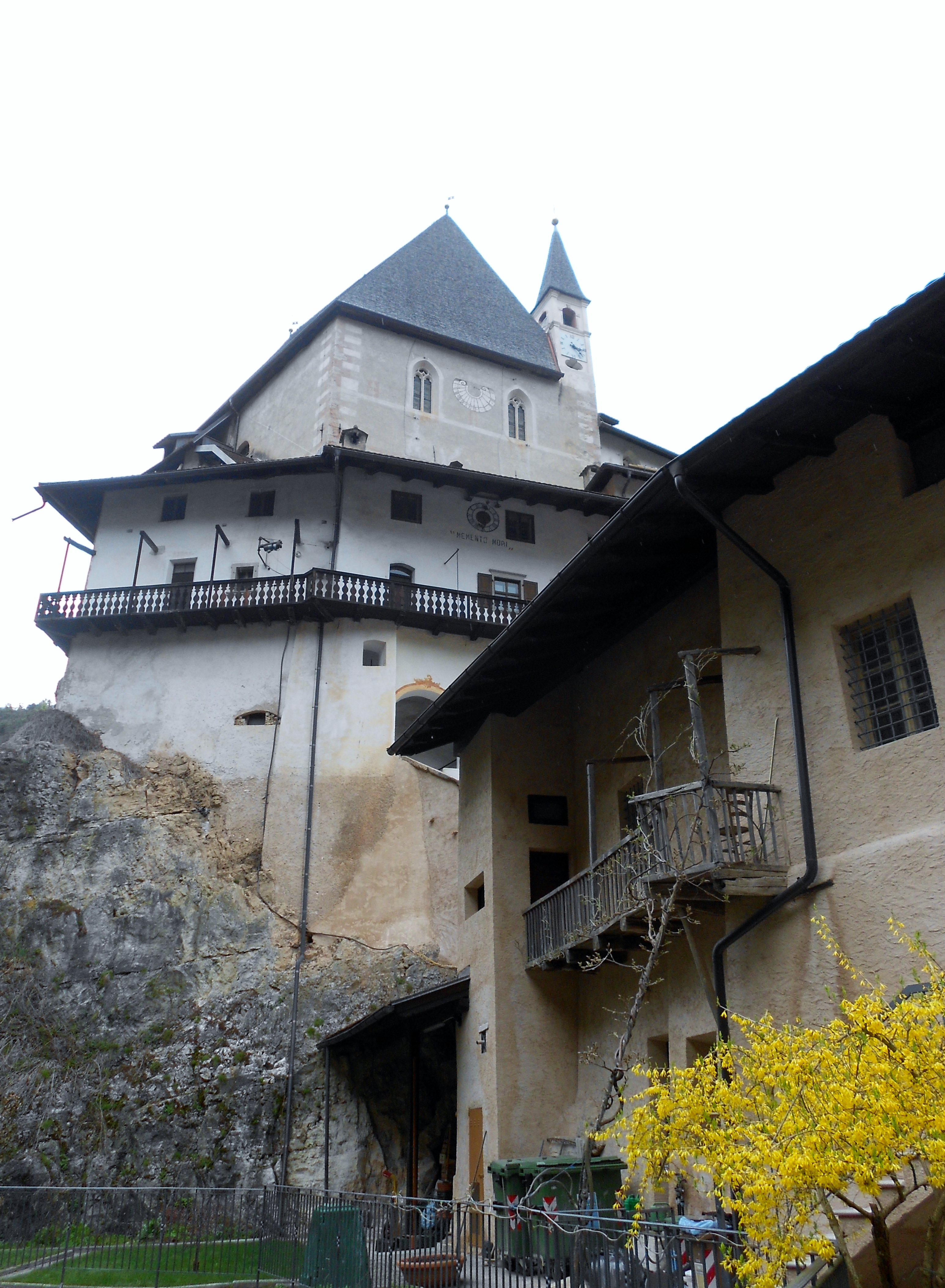
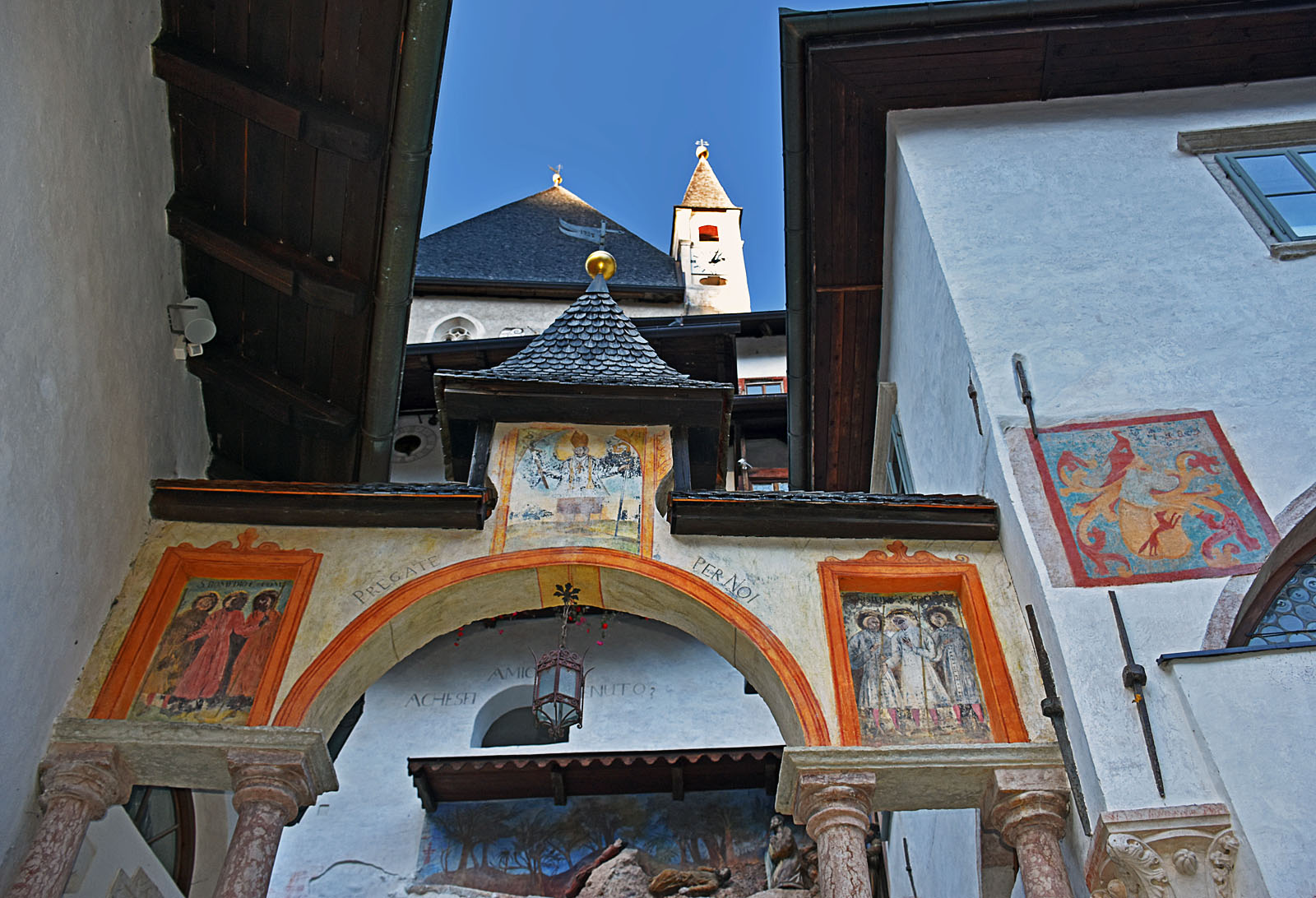
San Romedio entrata